# 無犯罪記錄證明

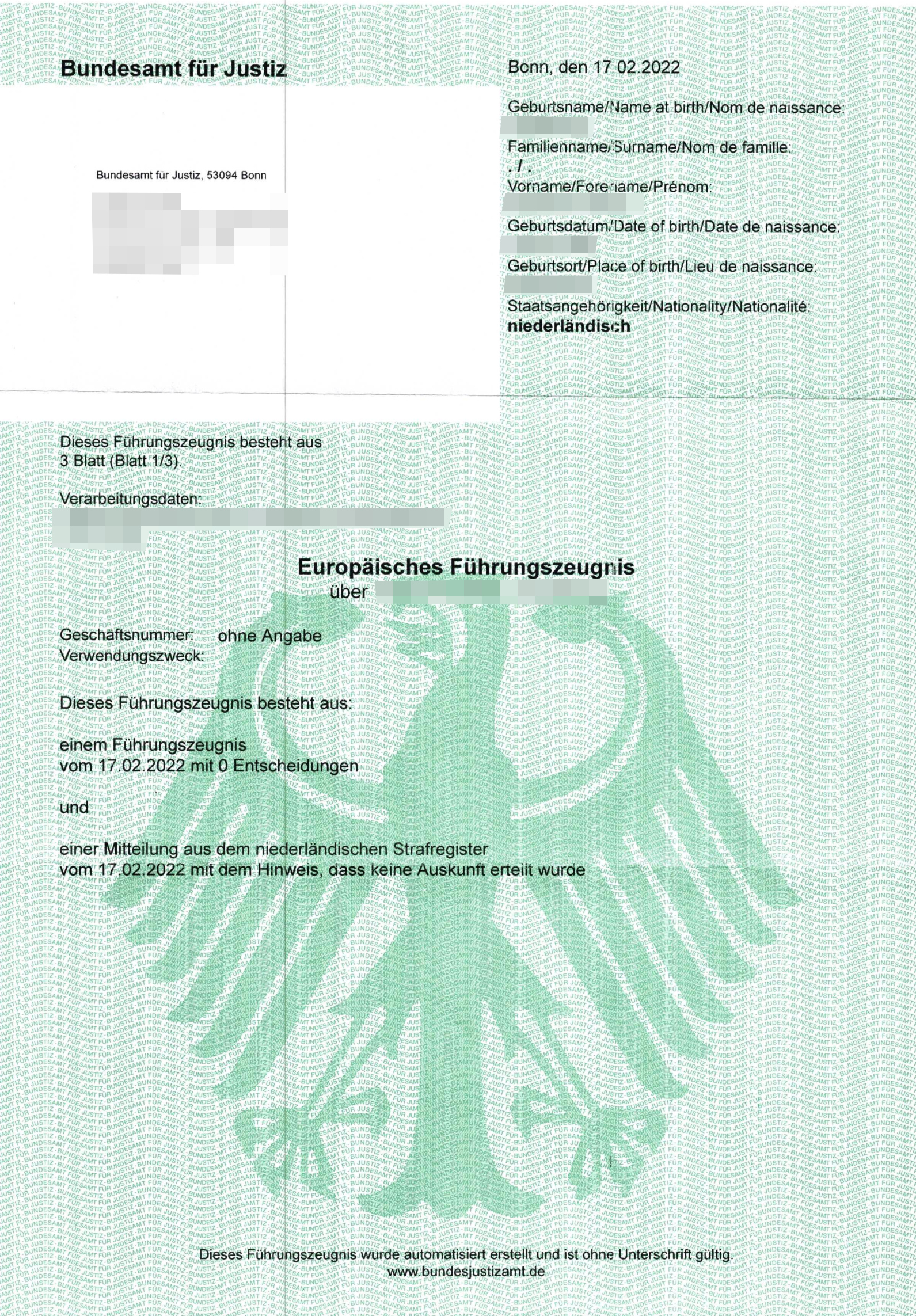
2022年，德國聯邦司法部提供的欧洲良好行为证书。

无犯罪记录证明、无犯罪证明是各国、各地区的司法体系提供给本国公民、外籍人士，证明其在管辖区域内，平生或若干年份无犯罪记录的文件。国际上，要求提供该文件的国家，用以防止危害國家安全的人进入该国。
此类文件在两岸四地有不同的官方名稱，臺灣稱警察刑事紀錄證明書，香港稱無犯罪紀錄證明書，台港俗稱良民證；澳門稱刑事紀錄證明書，俗稱行為紙；中國大陸分为无违法犯罪记录证明、无犯罪记录证明。美国称良好行为证明（Certificate of good conduct）或无犯罪记录证明（Lack of a criminal record），新加坡称为无犯罪记录证明（Certificate of Clearance）。日本称犯罪経歴証明書，翻译为犯罪经历证明（无犯罪证明、无犯罪记录证明）。

## 各地情况

### 中华民国
中國抗日戰爭期間日軍加強侵佔地區人口管理，控制反日活動，發放給普通民眾良民證，用於證明其對大日本帝國效忠的文件。1949年时的实例，青岛市警察局开具犯罪前科证明书，证明罪犯在“以前并无犯罪行为”。
目前在臺灣，由中華民國內政部主管的警察刑事紀錄證明，亦俗稱良民證，及前科紀錄。中華民國內政部警政署根據《警察刑事紀錄證明核發條例》相關規定，由人民提出申請，而由政府機關核發之文件。文件上記載警察機關依司法或軍法機關判決確定、執行之刑事案件資料等相關事項。
此文件用以證明所載之當事人沒有任何刑事犯罪記錄，經常被使用於某些國家或地區旅遊、移民、留學、工作等之場合，或用於申請進入某些管制區或應徵某些行業（如保全業、計程車司機、教育工作者），或者涉外婚姻供駐外館處文件驗證（外籍配偶亦得同樣出示當地無犯罪紀錄證明）。除通緝中、判決執行中的人，皆可以申請警察刑事纪录证明书，不過上面記錄的內容會有所差別。
根據警察刑事紀錄證明核發條例第6條，遇到下列情況，不會寫進警察刑事纪录证明书。
1. 合於少年事件處理法第八十三條之一第一項規定者。
2. 受緩刑之宣告，未經撤銷者。
3. 受拘役、罰金之宣告者。
4. 受免刑之判決者。
5. 經免除其刑之執行者。
6. 法律已廢除其刑罰者。
7. 經易科罰金或依刑法第四十一條第二項之規定易服社會勞動執行完畢，五年內未再受有期徒刑以上刑之宣告者。

### 中华人民共和国

#### 香港
在香港，由警務處提供簽發「無犯罪紀錄證明書」（俗稱「良民證」）的收費服務。從前於九龍旺角彌敦道貿易署大樓申請；現在，當事人要親自到灣仔軍器廠街1號警察總部警政大樓14樓的「無犯罪紀錄證明書辦事處」申請辦理。至於申請職位或專業學會會籍等，並非申請無犯罪紀錄證明書的充足理由。因無犯罪紀錄證明書的申請關係到個人資料（個人隱私），所以當事人得親身辦理。
除了无犯罪纪录证明书外，香港警務處在2011年推行類近於良民證的性罪行記錄查核服務，讓聘請僱員從事與兒童有關工作及與精神上無行為能力人士有關工作的僱主，得以查核合資格申請人有否任何性罪行方面的刑事定罪紀錄。目的是幫助僱主評定合資格申請人是否適合擔任與兒童或精神上無行為能力人士有關的工作，並加強保護兒童及精神上無行為能力人士，使他們免受性侵犯。

#### 澳門
在澳門，「刑事紀錄證明書」俗稱「行為紙」，申請資格為年滿 16歲的澳門居民、曾在澳門居住或申請在澳定居的人士。

#### 中國大陸
中华人民共和国建立初期的实例，青岛市公安局开具的“犯罪前科调查书”沿用中华民国的犯罪前科证明书，证明罪犯在此前无犯罪前科。
到1970年代末，中国大陆公民出国受限，除极少数人因公事出国外，没有“因私出国一说”。1982年，政府开放出国留学，但出国留学需要通过严格的政审。1989年时，北京居民出国的实例中，护照申请表需通过居民委员会、公安派出所的审查。无犯罪记录并非单独文件，而是在相关文件上进行批注：“该同志是我辖区居民，政治可靠，无犯罪记录，同意出国”
1980年代，中华人民共和国司法部公证律师司授权公证处开具《未受刑事处分证明书》。有些地方称为《未受刑事制裁证明》、《无犯罪记录证明》:45。此后，中华人民共和国法律体系并没有形成统一的犯罪记录登记、查询、保管和披露制度。相关规定零星分散在各个单行法之中。有研究者指出，到底哪个机构负责开具“无犯罪记录证明”，应该按照什么条件和何种程序来开具，谁对这种信息的真实性承担责任，在中华人民共和国法律体系中都缺乏明确的说法:241。
目前在中國大陸，面向公民开具的无犯罪记录证明文件，通常称为“无违法犯罪记录证明”、“无犯罪记录证明”，一般由本人户籍所在地的公安派出所出具，是有無刑事犯罪的證明。无违法犯罪记录证明通常用于公民个人求学、求职、入党、应征入伍等情境，证明个人品德良好、无犯罪记录，以符合法律法则规定的入学、任职、入党、入伍的条件或从事特定职业的法定条件:42。
2010年代以来，在中国大陆存在“无违法犯罪记录证明”、“无犯罪记录证明”滥用现象。相关报道指出，“几乎成为个人办理业务通关的“‘必需品’”。国家行政学院公共行政教研室主任竹立家认为，这已经涉及“制度性歧视”的问题。
2015年8月，中华人民共和国公安部治安管理局官方微博发文明确“18个不该由公安机关出具的证明”，其中有“无犯罪记录证明”，强调“无犯罪记录……应由需要单位派人持有效证件及单位介绍信，到公安派出所给予出具证明，对个人一律不予出具。”此文传播后亦引起误解，将“不应该”理解为“取消”。其文本意是精简大量烦民证明，为普通民众减负。但在公民个人出国目地国需要和国内机构普遍要求的情况下，公安部强调“对个人一律不予出具”，给民众带来困扰，陷入“一边要开，一边又不给开”的困境。2015年9月14日，福建省晋江市公安局磁灶派出所的个案中，民警“违规”同意个人申请，使他个人得以在河南省办理营业执照。

### 美国
美国国内通常不要求美国公民提供此类“certificate of good conduct（良好行为证明）”或“lack of a criminal record（无犯罪记录）” 。美国公民可以通过在美国国内最近一次居住地的警察局和美国联邦调查局取得该文件。

## 外部連結
- 國籍法施行細則-全國法規資料庫入口網站 （页面存档备份，存于）
- 無犯罪紀錄證明書-香港警務處 （页面存档备份，存于）
- 警察刑事紀錄證明書(Police Criminal Record Certificate) - 中華民國內政部警政署警政治安全球資訊網 （页面存档备份，存于）
- 警察刑事紀錄證明核發條例-全國法規資料庫入口網站 （页面存档备份，存于）